# Georg Adler (Ökonom)
Georg Adler (* 28. Mai 1863 in Posen; † 15. September 1908 in Berlin) war ein deutscher Nationalökonom.

## Leben

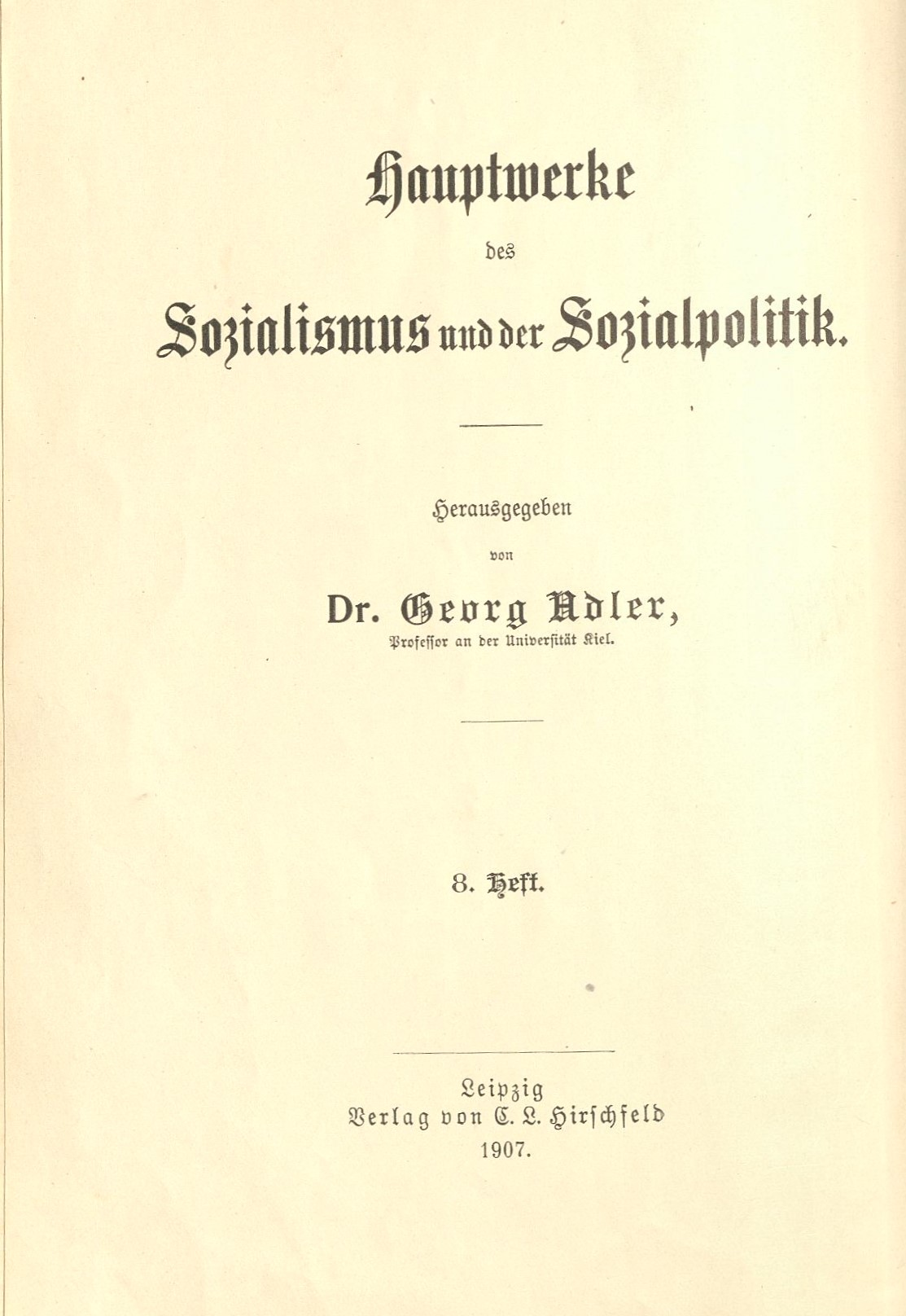
Hauptwerke des Sozialismus und der Sozialpolitik, 8. Heft, 1907

Bereits im Alter von 23 Jahren war Adler habilitiert und von der Universität Freiburg/Br. im Jahr 1890 zum außerordentlichen Professor ernannt worden. Im Herbst 1900 wurde Adler zum außerordentlichen Professor der Staatswissenschaften an die CAU Kiel berufen.
Seinen gewählten Forschungsschwerpunkten zufolge kann er der historischen Schule zugerechnet werden. Neben wirtschaftsgeschichtlichen Studien widmete er sich der Ideengeschichte und den Problemen des Sozialismus. Besondere Bedeutung in seinem Wirken hatte die Herausgabe der Hauptwerke des Sozialismus und der Sozialpolitik seit 1904.

## Schriften
- Rodbertus, der Begründer des wissenschaftlichen Sozialismus. Duncker & Humblot, Leipzig 1883, Dissertation Freiburg/Br. (Digitalisat).  Reprint 2012.
- Geschichte der ersten socialpolitischen Arbeiterbewegung in Deutschland. 1885.
- Die Marx’sche Wertlehre und ihre Konsequenzen für die Kritik der kapitalistischen Produktionsweise, 1886 (Habilitationsschrift Freiburg/Br.).
- Die Grundlagen der Karl Marx’schen Kritik der bestehenden Volkswirtschaft. 1887.
- Die Sozialreform und das Theater Auch eine „soziale Frage“. 1891.
- Die Fleisch-Teuerungspolitik der deutschen Städte beim Ausgange des Mittelalters. 1893.
- Über die Aufgaben des Staates angesichts der Arbeitslosigkeit. Akademische Antrittsrede. 1894.
- Das grosspolnische Fleischergewerk vor 300 Jahren. 1895.
- Die Versicherung der Arbeiter gegen Arbeitslosigkeit im Kanton Basel-Stadt. Gutachten, erstattet dem Departement des Innern des Kantons Basel-Stadt. 1895.
- Basels Sozialpolitik in neuester Zeit. 1896.
- Geschichte des Sozialismus und Kommunismus von Plato bis zur Gegenwart. Band 1: Bis zur Französischen Revolution.
  - Erste Auflage: 1899.
  - Zweite Auflage: C.L. Hirschfeld, Leipzig 1920 (Digitalisat).
- Urchristentum und Kommunismus. 1899.
- Die Zukunft der socialen Frage. 1901.
- Franz Mehring als Historiker. 1903.
- Über die Epochen der Deutschen Handwerker-Politik. 1903.
- Die Bedeutung der Illusionen für Politik und sociales Leben. 1904.
- Fouriers System der sozialen Reform. Mit einer einleitenden Abhandlung: Fourier und der Fourierismus von Georg Adler. C. L. Hirschfeld, Leipzig 1906.
- Stirners anarchistische Sozialtheorie. 1907.